# Rouvroy (Aisne)
 Rouvroy  es una población y comuna francesa, en la región de Picardía, departamento de Aisne, en el distrito de Saint-Quentin y cantón de Saint-Quentin-Nord.

## Demografía
| 329 | 316 | 400 | 510 | 464 | 425 |
| Para los censos de 1962 a 1999 la población legal corresponde a la población sin duplicidades (Fuente: INSEE [Consultar]) |     |     |     |     |     |